# アナ・マリア・カンポイ
アナ・マリア・カンポイ（Ana María Campoy、1925年7月26日 - 2006年7月8日）は、アルゼンチン出身の女優。

## 経歴
俳優の両親のもと、コロンビアのボゴタで生まれる。4歳のときから演技をはじめ、17歳で自分の劇団を設立した。
1947年にアルゼンチン出身の男優、ペペ・シブリアンと結婚した。2人の子供を出産し、アルゼンチンに移住。アルゼンチンでテレビ、映画、舞台に出演、小説も執筆するなど活躍した。
2006年に再発肺炎のためブエノスアイレスの病院で死去。81歳になる2週間前であった。